# Mander (Tubbergen)
Mander (Twents: Maander) is een buurtschap van de Twentse gemeente Tubbergen, gelegen aan de Duitse grens in de Nederlandse provincie Overijssel. Mander telt ruim 385 inwoners en ligt even ten noorden van Vasse. De belangrijkste verkeersader is de Uelserweg naar Tubbergen en Uelsen. Bezienswaardig zijn de Molen van Bels en de Molen van Frans. Verder liggen in de nabijheid enkele grafheuvels alsmede het gereconstrueerde Hunebed van Mander en de Galgenberg.

## Manderheide en cirkels
Dicht bij Mander ligt de Manderheide, waar de textielfabrikantenfamilie Jannink in de jaren 1920 twee cirkelvormige akkers liet aanleggen die bekend staan als de Mandercirkels of Cirkels van Jannink. Er werd op een experimentele gemechaniseerde wijze landbouw bedreven. In twee erbij gebouwde vakantiehuisjes konden familieleden logeren. Een daarvan deed later dienst als hangar voor het vliegtuig van Gerhard Jannink die de heide gebruikte als start- en landingsbaan. In 1999 werden de akkers door beeldend kunstenaar Paul de Kort omgevormd tot een van de grootste voorbeelden van land art in Nederland.

## Afbeeldingen

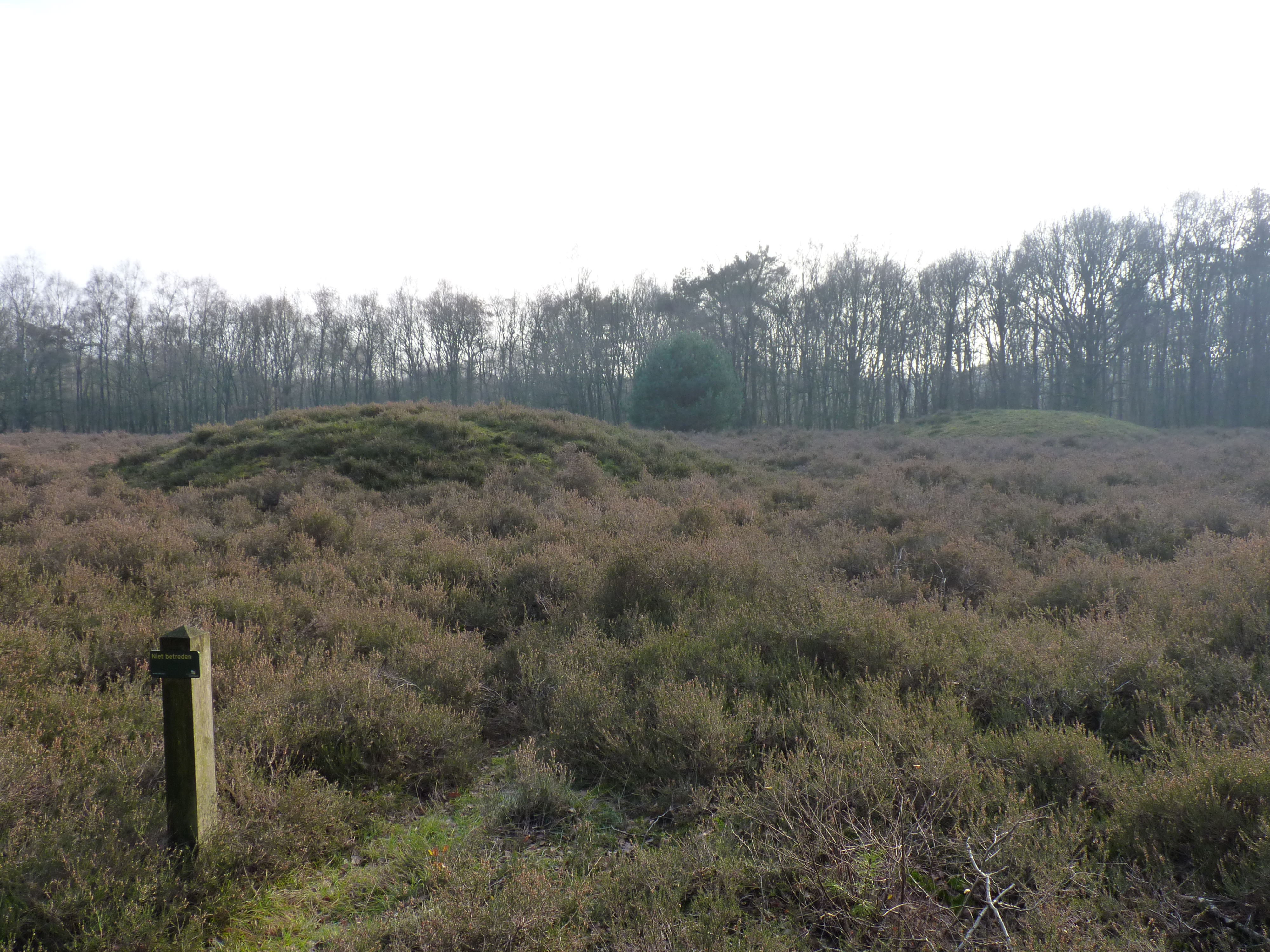
Grafheuvels nabij Mander
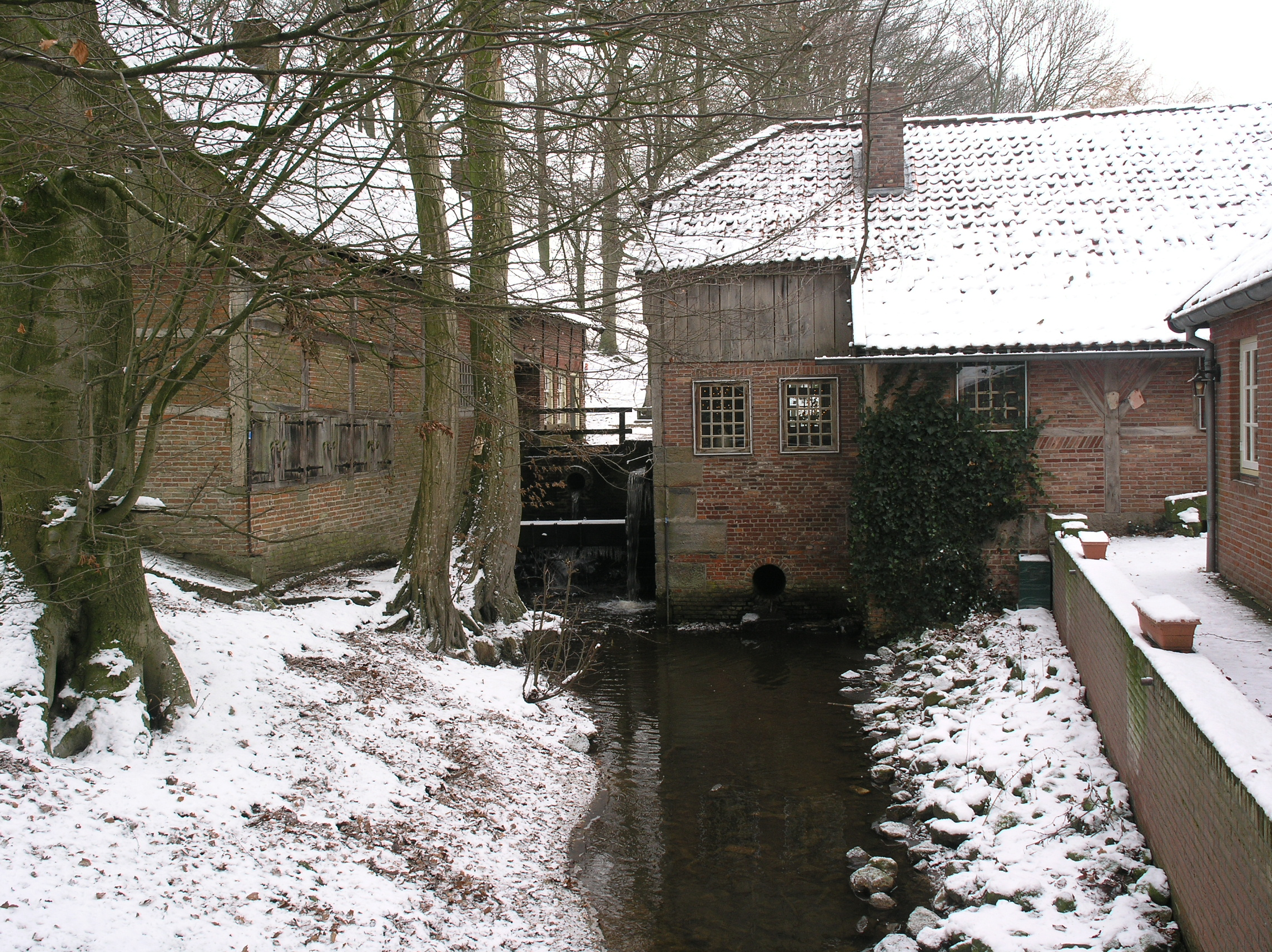
Watermolen van Bels, winter
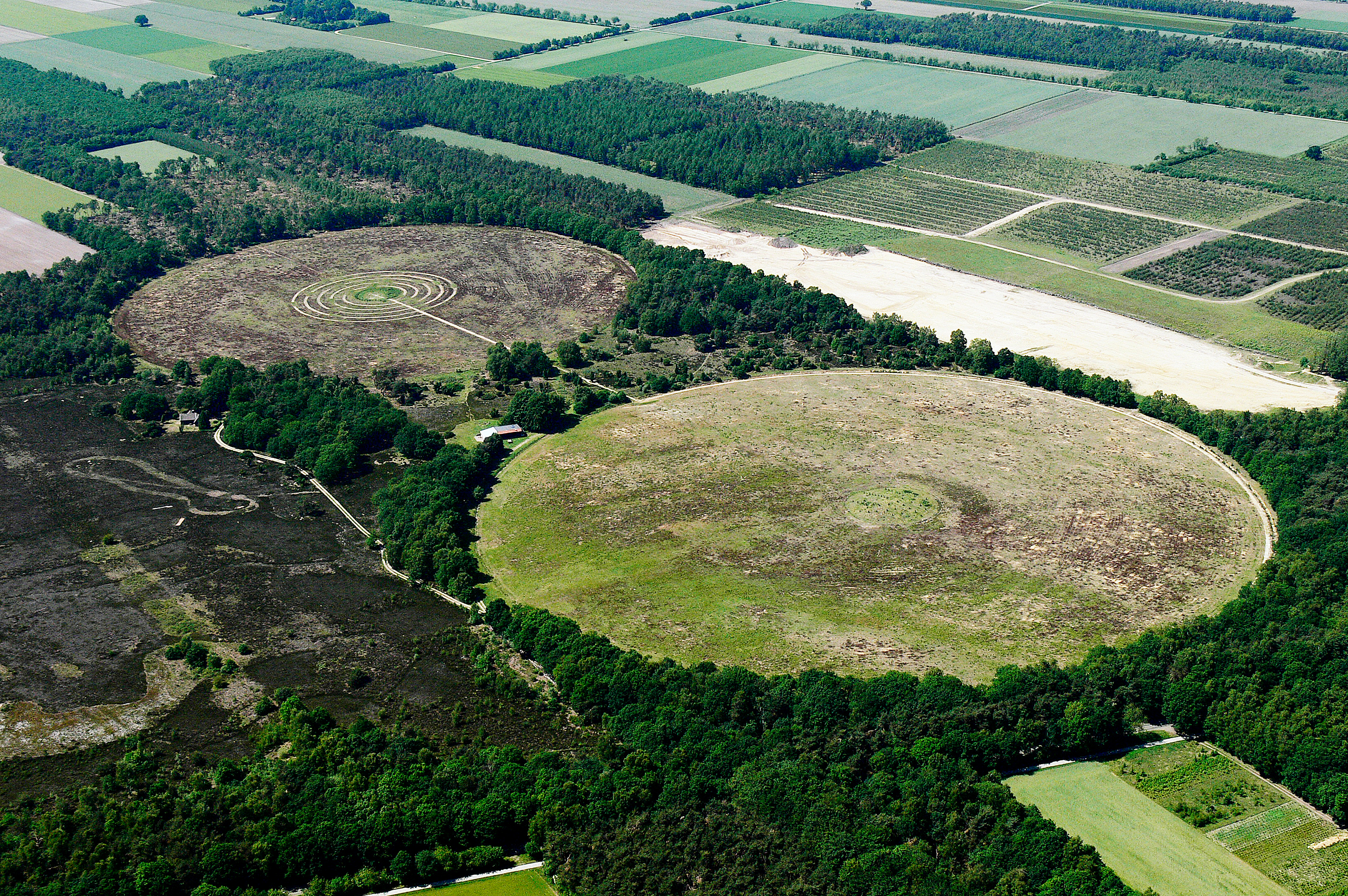
Mandercirkels, luchtfoto
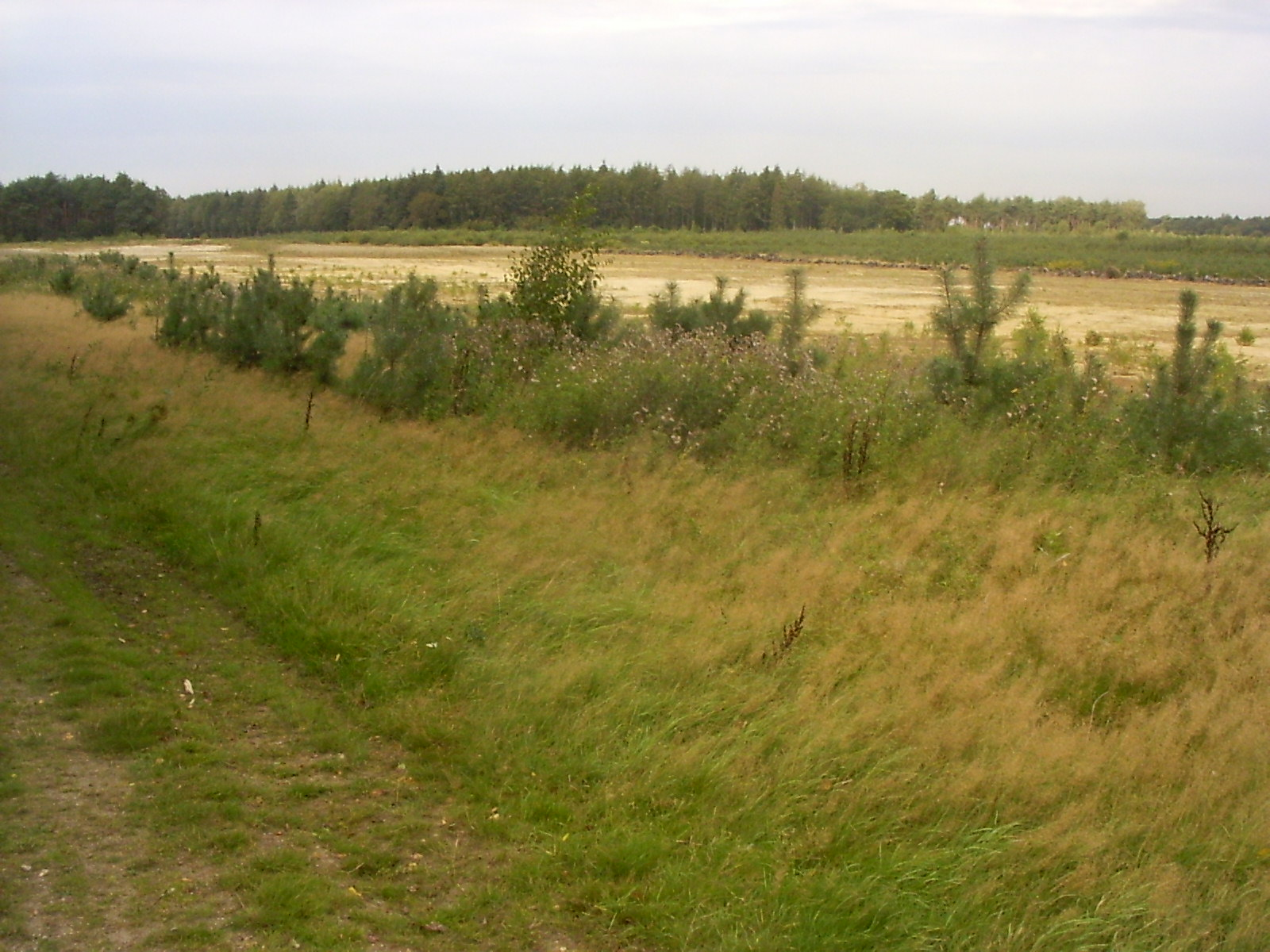
Mandercirkels, omgeving